# القبيلة (فلم 2014)
| ميزانية = ₴14 million ($1.5 million)
}}
القبيلة ( الأوكرانية: «Плем'я»، رومنة: Plemya ) هو فيلم درامي جريمة صامت أوكراني صدر عام ٢٠١٤، من تأليف وإخراج ميروسلاف سلابوشبيتسكي . الفيلم من بطولة هريهوري فيسينكو ويانا نوفيكوفا وروزا بابي. تدور أحداث الفيلم في مدرسة داخلية للطلاب المراهقين الصم، حيث ينجذب طالب مبتدئ إلى نظام مؤسسي للجريمة المنظمة يتضمن السرقة والدعارة. يتجاوز حدوده عندما يقع في حب إحدى الفتيات اللواتي كُلّف بهن كقواد. الفيلم مُصوّر بالكامل بلغة الإشارة الأوكرانية ، وكان أول فيلم أوكراني يُعرض في العديد من دول العالم. 
فازت القبيلة بجائزة نسبرسو الكبرى، بالإضافة إلى جائزة فرنسا 4 للرؤية ، وجائزة مؤسسة جان لدعم التوزيع في أسبوع النقاد في مهرجان كان السينمائي 2014.   
يُعتبر المرشح الأوفر حظًا لتمثيل أوكرانيا في جائزة الأوسكار لأفضل فيلم بلغة أجنبية في حفل توزيع جوائز الأوسكار السابع والثمانين ،    كان هناك جدل حول تضارب المصالح المزعوم أثناء عملية التصويت بعد اختيار الدراما The Guide بدلاً من ذلك. 

## حبكة
يصل صبي مراهق، سيرهي، إلى مدرسة داخلية للصم. هناك يحاول أن يجد مكانه في التسلسل الهرمي للمجتمع الأكاديمي، الذي يعمل مثل عصابة يحكمها ملك المجموعة. تشارك فرقتهم في أعمال العنف والسرقة والجنس والدعارة.  عندما يُسحق أحد الصبية الذين يساعدون في الترويج لفتاتين من المدرسة بواسطة شاحنة، يأخذ سيرهي مكانه. يقع في حب إحدى الفتيات، أنيا، التي يحملها. يجد سيرهي محفظة في قطار يسرقها، ويعطي المال لأنيا لإجراء عملية إجهاض مؤقتة. بعد مرور بعض الوقت، يتبع سيرهي أحد المعلمين إلى المنزل، ويضربه فاقدًا للوعي، ويسرقه، ويعطي المبلغ الكبير لأنيا ثم يغتصبها. يستعد أحد زعماء العصابة لإرسال الفتاتين إلى إيطاليا، لكن سيرهي يفسد جواز سفر أنيا ويتعرض للضرب في النهاية على يد الملك وعصابته. يقوم سيرهي بعد ذلك بالانتقام من خلال سحق رؤوسهم بطاولاتهم الليلية أثناء نومهم.

## طاقم التمثيل
- هريهوري فيسينكو في دور سيرجي
- يانا نوفيكوفا في دور أنيا
- روزا بابي في دور سفيتكا
- أوليكساندر دسياديفيتش في دور جيرا
- إيفان تيشكو في دور ماكار
- أوليكساندر أوسادشي في دور الملك
- أوليكساندر سيدلنيكوف في دور شنير
- أولكسندر بانيفان كمدرس للأعمال الخشبية
- كيريلو كوشيك كراعٍ
- مارينا بانيفان في دور نورا
- تيتيانا رادشينكو كمديرة
- ليودميلا رودينكو كمدرس تاريخ
- ياروسلاف بيلتسكي
- ساشا روساكوف
- دينيس هروبا
- دانيا بيكوبي
- لينيا بيسانينكو

## الإفراج عنه
عُرض فيلم "القبيلة" لأول مرة في مهرجان كان السينمائي في ٢١ أيار ٢٠١٤ في مدينة كان، فرنسا، حيث افتتح أقدم قسم موازٍ في المهرجان، "أسبوع النقاد"، مثيراً إعجاب النقاد والجمهور على حد سواء، قبل أن يُعرض في مهرجان لوكارنو السينمائي الدولي كعرض خاص للجنة التحكيم في ١٢ آب، ثم في مهرجان ساراييفو السينمائي ضمن قسم "كينوسكوب" في ١٩ آب، وافتتح مهرجان تورونتو السينمائي الدولي في ٩ أيلول ضمن قسم "الاكتشاف"، ثم مهرجان لندن السينمائي في ١٥ تشرين الأول، وأخيراً مهرجان دنفر السينمائي الدولي في ١٥ تشرين الثاني ٢٠١٤.

### العرض السينمائي
قبل اختيار فيلم "القبيلة" لعرضه ضمن "أسبوع النقاد" في مهرجان كان، قامت شركة "ألفا فايلوت" ومقرها باريس باقتناء الفيلم.
صرّحت فيرجيني ديفيزا، المديرة التنفيذية لشركة ألفا فايلوت، بأن امتلاكهم للفيلم قبل اختياره في مهرجان كان كان ميزة، لأنه أتاح للشركة التعاون مع المنتجين على المقطع الترويجي ومواد الدعاية الأخرى، وقالت: "عندما شاهدنا الفيلم لأول مرة، كان صدمة عاطفية قوية إلى درجة أننا أردنا مشاركة هذه المشاعر، وأملنا أن يُعرض فيلم 'القبيلة' في كان".
في ٢٦ أيار ٢٠١٤، تم الإعلان عن أن ألفا فايلوت ستتولى المبيعات الدولية للفيلم، وكانت تتحدث مع مشترين محتملين خلال مهرجان كان، حيث أثار الفيلم اهتمام المشترين بفضل الاستقبال النقدي الإيجابي. وصف جوناثان رومني من صحيفة "الغارديان" الفيلم بأنه "الاكتشاف العظيم في مهرجان هذا العام"، بينما وصفه إريك كوهين من "إندي واير" بأنه "إنجاز سينمائي غير مسبوق". من جهتها، منحت ويندي آيد من صحيفة "التايمز" الفيلم خمس نجوم قائلة: "فيلم مثل الدراما الأوكرانية 'القبيلة' يلخّص ببراعة السبب الحقيقي لوجود المهرجان: لاكتشاف والاحتفاء بأكثر الأفلام إثارة وجرأة وتفوقًا في العالم". وصرّح كاريل أوخ من مهرجان كارلوفي فاري السينمائي الدولي بأن الفيلم "الحدث السينمائي لهذا العام".
قالت ديفيزا إن حقوق التوزيع في الولايات المتحدة والمملكة المتحدة وهونغ كونغ قيد التفاوض، وأضافت: "هذه أول مرة أعيش فيها تجربة كهذه كمندوبة مبيعات. آمل أن أعيشها مرة أخرى. الفيلم جذري وأصيل إلى درجة أن هذه النتائج كانت متوقعة، لكنك لا تعرف أبدًا". وقد تم لاحقًا الإعلان أن شركة "يو إف أو ديستريبيوشن" حصلت على حقوق التوزيع داخل فرنسا، كما تم تأكيد أن شركة "ميموزا فيلمز" التابعة لأتسوكو موراتا حصلت على حقوق التوزيع في اليابان، وشركة "أمستل فيلم" حصلت على الحقوق في هولندا، وتم تأكيد أن "أوست فور باراديس" حصلت على حقوق التوزيع في الدنمارك.
في ٢ تموز ٢٠١٤، اشترت شركة "درافتهاوس فيلمز" من "ألفا فايلوت" حقوق التوزيع في الولايات المتحدة، مع عرض سينمائي مخطط له في عام ٢٠١٥. وصرّح تيم ليغ، المدير التنفيذي لشركة درافتهاوس، معربًا عن إعجابه الشديد بالفيلم قائلاً إنه شاهد "شيئًا مميزًا بحق". وأضاف: "ميروسلاف سلابوشبيتسكي موهبة ضخمة. أنا واثق من أنه سيصبح بسرعة مخرجًا عالمي الشهرة، وأنا متحمس وفخور بتقديم أول أعماله المذهلة إلى أمريكا الشمالية". وردًا على خبر اقتناء الفيلم، قال المخرج سلابوشبيتسكي: "أنا سعيد جدًا لأن فيلمي سيُعرض في الولايات المتحدة. لطالما آمنت بجامعية لغة السينما، وكنت دائمًا أعتقد أن الحوار والترجمة يغيران الطريقة التي يدرك بها الجمهور الفيلم من بلد إلى آخر".
في ٦ تموز ٢٠١٤، تم تأكيد أن شركة "إم سي إف ميغاكوم" اشترت حقوق التوزيع في أراضي يوغوسلافيا السابقة، وأن "آرت فست" حصلت على حقوق العرض في بلغاريا، بينما حصلت "فيلم يوروب ميديا كو" على حقوق التوزيع في كل من جمهورية التشيك وسلوفاكيا. كما أن إعلان حصول "بيو باراديس" على الحقوق في آيسلندا كان أول مرة تبيع فيها ألفا فايلوت مباشرة للسوق الآيسلندية. وتم تأكيد أن ألفا فايلوت كانت في مفاوضات للحصول على حقوق التوزيع في المملكة المتحدة، والدول الإسكندنافية، وأمريكا اللاتينية.
في ٢٨ تشرين الأول ٢٠١٤، أعلنت مجموعة "ميتردوم" أنها حصلت على حقوق التوزيع في المملكة المتحدة لفيلم سلابوشبيتسكي، مع موعد عرض مخطط له في ٢٠١٥. وعلّق جايلز إدواردز، رئيس قسم الاقتناء في ميتردوم، قائلاً: "جريء، لا يساوم، ومذهل من الناحية الشكلية، تحفة ميروسلاف سلابوشبيتسكي المروّعة تنقل بهجة أفلام الجريمة المتوحشة إلى عالم مقلق وفريد لا يُنسى"، مضيفًا: "إنه يبشّر بقدوم أكثر المواهب السينمائية إدهاشًا منذ سنوات".

### الإصدار المنزلي
أعلنت شركة "درافتهاوس فيلمز" عن خطط لإصدار فيلم "القبيلة" في عدد من دور السينما المختارة عبر أمريكا الشمالية في عام ٢٠١٥، بالإضافة إلى توفره على مجموعة من منصات الفيديو حسب الطلب، وكذلك بنسق رقمي، وأقراص "دي في دي" و"بلو راي". كما تم الإعلان أن الصفقة تمت بوساطة فيرجيني ديفيزا وكيكو فوناتو من شركة "ألفا فايلوت"، وجيمس إيمانويل شابيرو وتيم ليغ من شركة "درافتهاوس فيلمز".

### قوائم العشرة الأوائل
ظهر الفيلم ضمن قوائم العديد من النقاد لأفضل عشرة أفلام لعام 2014.
| رتبة | الناقد        | النشر        | ملاحظات |
| ---- | ------------- | ------------ | --- |
| 1    | جوناثان رومني | تعليق الفيلم | "كان هذا الفيلم متوازنًا ووحشيًا وفريدًا من نوعه تمامًا، وكان من تلك الأفلام النادرة التي يتبع فيها المخرج موضوعًا إلى حدوده المنطقية مما يجعلنا نعيد تقييم عاداتنا في المشاهدة والاستماع في هذه العملية." |
| 7    | جيمس كواندت   | منتدى الفن   | |
| 7    | درو ماكويني   | هيت فيكس     | "إنه فيلم رائع من حيث الحرفية، ويتجاوز استخدام الصوت، ويتضمن واحدة من أكثر النهايات كارثية لهذا العام."                                                                                               |
| 8    | جوناثان رومني | البصر والصوت | "تدور أحداث الفيلم في مدرسة للمراهقين الصم، وهو يتخيل لغة البصر والصوت (أو غياب الصوت) في السينما لتأثير أصلي مذهل؛ حيث تشاهد وتستمع بطريقة جديدة تمامًا وغير مألوفة."                                 |
| 10   | طاقم سيني فيو | سين فيو      | "لا تتوقف السينما أبدًا عن المفاجأة والدهشة، وأول فيلم للمخرج سلابوشبيتسكي هو فيلم سيتركك بلا كلام حرفيًا."                                                                                             |

## الاستقبال النقدي
نال فيلم "القبيلة" استحسان النقاد والجمهور وحقق نجاحًا كبيرًا في المهرجانات السينمائية حول العالم. يُظهر موقع تجميع تقييمات الأفلام "روتن توميتوز" تقييمًا بنسبة ٨٨٪ بناءً على ١٣٢ مراجعة من النقاد، بمتوسط تقييم ٧٫٦٦ من ١٠، مع الإجماع التالي: "دراما قاتمة ومؤثرة، حوارها الصامت يتحدث ببلاغة، 'القبيلة' عمل جريء ومبتكر يعيد صياغة السينما الصامتة للجمهور المعاصر." أما موقع "ميتاكريتيك"، فقد منح الفيلم متوسط تقييم موزون قدره ٧٨ من ١٠٠، بناءً على ٢٧ مراجعة من نقاد رئيسيين.
منح بيتر برادشو من صحيفة "ذا غارديان" الفيلم أربع نجوم من أصل خمسة، وكتب: "لا أستطيع التوقف عن التفكير فيه"، مشيدًا بقدرة سلابوشبيتسكي على "الاستلهام من صموئيل بيكيت أو بيتر بروك لخلق لغة عالمية للقلق"، واختتم رأيه بـ"يا له من فيلم مثير للاهتمام".
وأشادت ليزلي فيلبرين من "ذا هوليوود ريبورتر" بالفيلم، قائلة إن "استخدام لغة الإشارة، والصمم، والصمت ذاته يضيف عدة عناصر جديدة عميقة إلى المادة الأساسية، ليخلق شيئًا ثريًا، غريبًا، وأصليًا للغاية"، كما أثنت على تصوير فاسيانوفيتش "الناعم باستخدام الكاميرا المحمولة"، وقارنت لغة الجسد والإيماءات بمشاهدة باليه مثل "كوبيليا" أو "كسارة البندق".
أما جاستن تشانغ من مجلة "فرايتي" فقد أشاد بالفيلم وبمخرجه ميروسلاف سلابوشبيتسكي، قائلاً: "الأفعال، والعواطف، والدوافع اليائسة تتحدث بصوت أعلى من الكلمات في 'القبيلة'، إنها ضربة سينمائية جريئة من حيث الشكل، تشكل بداية مذهلة لمخرج أوكراني واعد". وقد أثنى على تصوير فاسيانوفيتش، وتصميم الصوت لستيبانسكي باعتباره "مفصلًا بوضوح"، ووصف تصميم الإنتاج لأودودينكو بأنه يتميز بـ"ممرات مضاءة بقسوة وواجهات مليئة بالغرافيتي"، كما امتدح أداء نوفكوفا قائلاً إن فيها "نار وهشاشة" بدور "أنيا".
منح جوناثان رومني من مجلة "فيلم كومنت" الفيلم تقديرًا عاليًا، قائلاً: "كان من المثير اكتشاف عمل بهذا القدر من الجرأة والابتكار والانحراف"، واصفًا إياه بـ"مثال رائع على سينما اللقطة الطويلة"، و"فيلم مذهل"، مشيدًا بجرأة سلابوشبيتسكي والتزامه الصارم، بالإضافة إلى "تركيبات فاسيانوفيتش الدقيقة". وأضاف: "القبيلة، باختصار، هو أكثر فيلم مفاجئ ومبتكر، وفي كثير من النواحي، أكثرها إزعاجًا مما شاهدته في كان هذا العام"، ثم أدرجه لاحقًا ضمن أفضل أفلام ٢٠١٤.
أما إيريك كوهين من "إندي واير"، فقد منح الفيلم تقييم "A−"، وكتب: "رغم أن التفاصيل تظل غير واضحة أحيانًا، إلا أن من السهل مواكبة وتيرة الفيلم، لأن الأفعال تتحدث بوضوح، بل وتضيف أحيانًا تعبيرًا أكثر من أي حوار لفظي ممكن"، مشيدًا باستخدام سلابوشبيتسكي وفاسيانوفيتش لأسلوب الكاميرا المحمولة "لالتقاط تبادلات الممثلين بجسديتها الكاملة"، كما أثنى على تطوير سلابوشبيتسكي لمركز تشويقي من خلال "غموض الحوارات"، وأعجب بـ"حركات جسد" غريغوري فيسينكو و"تفاصيل الإيماءات الدقيقة".
كتب فريد توبل في مراجعته لموقع "كرايف أونلاين": "المشهد الأساسي هو موضوع محرم يتم عرضه في لقطة واحدة طويلة ومعقدة. كان مشهدًا مرعبًا لدرجة أنني كنت سأصفق لو لم يكن ذلك غير لائق تمامًا لموضوعه". كما أشاد بأداء الطاقم قائلاً: "يتكون الطاقم من ممثلين غير محترفين، لكنك لن تظن ذلك أبدًا"، مضيفًا: "هم مليئون بالحياة والطاقة".
منحت جيسيكا كييانغ من موقع "ذا بلاي ليست" الفيلم تقييم "A−"، وكتبت: "قد يبدو الأمر مبتذلاً، لكنه الحقيقة الحرفية: 'القبيلة' تركتنا بلا كلمات".
أما غريغ كليمنيو من مجلة "إلكتريك شيب"، فقد منح الفيلم خمس نجوم من أصل خمسة، وكتب: "دراما حزينة، صادمة، ولا يمكن إنكار مدى رعبها، تعكس الواقع الأوكراني بعدسة صادقة بأسلوب يشبه أحيانًا مخرج النمسا أولريش سيدل"، وأضاف: "الصور والأفعال هي ما يقود الفيلم، وفي النهاية، تبرهن على أنها أكثر قوة من الكلمات".
لوك ي. تومسون من "توبليس روبوت" قال عن الفيلم: "مثير، مزعج، عنيف وعبقري، 'القبيلة' هو واحد من أفضل الأعمال السينمائية لهذا العام – نموذج مألوف يُعاد تشكيله في عالم جديد كليًا بالنسبة لمعظم الناس"، مضيفًا: "هذا فيلم يجب أن يُدرّس في مدارس السينما كدرس رئيسي في كيفية كون السينما وسيطًا بصريًا".

## الجوائز
| الجائزة                                  | تاريخ الحفل          | الفئة                                         | المستلمون والمرشحون | النتيجة |
| ---------------------------------------- | -------------------- | --------------------------------------------- | --- | ------- |
| مهرجان آرت فيلم                          | ٢٩ حزيران ٢٠١٤       | جائزة عمدة مدينة ترنتشين                      | ميروسلاف سلابوشبيتسكي                                                                                                  | فاز     |
| مهرجان معهد الفيلم الأمريكي              | ١٣ تشرين الثاني ٢٠١٤ | جائزة لجنة التحكيم الخاصة "رؤية فيزيو"        | ميروسلاف سلابوشبيتسكي                                                                                                  | فاز     |
| مهرجان كان السينمائي                     | ٢٢ أيار ٢٠١٤         | الجائزة الكبرى "نسبريسو"                      | ميروسلاف سلابوشبيتسكي                                                                                                  | فاز     |
|                                          |                      | جائزة "فرانس ٤" للرؤية المستقبلية             | ميروسلاف سلابوشبيتسكي                                                                                                  | فاز     |
|                                          |                      | جائزة مؤسسة "غان" لدعم التوزيع                | ميروسلاف سلابوشبيتسكي                                                                                                  | فاز     |
|                                          |                      | "كاميرا الذهب"                                | ميروسلاف سلابوشبيتسكي                                                                                                  | رُشّح     |
| مهرجان كورك السينمائي                    | ٢٧ تشرين الأول ٢٠١٤  | جائزة روح المهرجان                            | ميروسلاف سلابوشبيتسكي                                                                                                  | فاز     |
| مهرجان كريستد بيوت السينمائي             | ٢٨ أيلول ٢٠١٥        | الأداء الأول المميز في فيلم طويل              | يانا نوفيكوفا | فازت    |
| مهرجان دنفر السينمائي                    | ١٤ تشرين الثاني ٢٠١٤ | جائزة كشيشتوف كيشلوفسكي لأفضل فيلم أجنبي      | ميروسلاف سلابوشبيتسكي                                                                                                  | فاز     |
| الأكاديمية الأوروبية للسينما             | ١٣ كانون الأول ٢٠١٤  | جائزة فيبريسي                                 | ميروسلاف سلابوشبيتسكي                                                                                                  | فاز     |
| مهرجان فانتاستك                          | ١٨ أيلول ٢٠١٤        | جائزة الموجة القادمة لأفضل مخرج               | ميروسلاف سلابوشبيتسكي                                                                                                  | فاز     |
| مهرجان فلاندرز السينمائي الدولي - غينت   | ١٣ تشرين الأول ٢٠١٤  | جائزة الاستكشاف                               | — | فاز     |
| مهرجان كينوشوك السينمائي الدولي          | ٢١ أيلول ٢٠١٤        | أفضل مخرج                                     | ميروسلاف سلابوشبيتسكي                                                                                                  | فاز     |
| مهرجان ليستاباد السينمائي                | ٧ تشرين الثاني ٢٠١٤  | الجائزة الكبرى                                | ميروسلاف سلابوشبيتسكي                                                                                                  | فاز     |
|                                          |                      | الجائزة الفضية                                | ميروسلاف سلابوشبيتسكي                                                                                                  | فاز     |
| مهرجان لندن السينمائي                    | ١٨ تشرين الأول ٢٠١٤  | جائزة ساذرلاند                                | ميروسلاف سلابوشبيتسكي                                                                                                  | فاز     |
|                                          |                      | جائزة لجنة التحكيم الشابة                     | ميروسلاف سلابوشبيتسكي                                                                                                  | فاز     |
| مهرجان الأخوين ماناكي السينمائي          | ١٣ أيلول ٢٠١٤        | الكاميرا الذهبية ٣٠٠                          | فالنتين فاسيانوفيتش | فاز     |
| مهرجان ميلانو السينمائي                  | ٤ أيلول ٢٠١٤         | جائزة أفضل فيلم طويل                          | ميروسلاف سلابوشبيتسكي                                                                                                  | فاز     |
| مهرجان ميلووكي السينمائي الدولي          | ٢٩ أيلول ٢٠١٤        | جائزة هيرتسفيلد التنافسية                     | ميروسلاف سلابوشبيتسكي                                                                                                  | فاز     |
| مهرجان موتوفون السينمائي                 | ٣١ تموز ٢٠١٤         | مروحة الدفع                                   | ميروسلاف سلابوشبيتسكي                                                                                                  | فاز     |
| جوائز المجلس الوطني للمراجعة ٢٠١٥        | ٥ كانون الثاني ٢٠١٦  | أفضل ٥ أفلام بلغة أجنبية                      | القبيلة | فاز     |
| جمعية نقاد السينما على الإنترنت          | ١٥ كانون الأول ٢٠١٤  | أفضل إصدار غير أمريكي (فئة غير تنافسية)       | القبيلة (’٧١، ١٠,٠٠٠ كم، بيننا، هان غونغ-جو، من الصعب أن تكون إلهاً، نظرة الصمت، ملح الأرض، ما نفعله في الظلال، تمبكتو) | فاز     |
| مهرجان باليتش السينمائي                  | ١٩ تموز ٢٠١٤         | الجائزة الكبرى لأفضل فيلم طويل                | ميروسلاف سلابوشبيتسكي                                                                                                  | فاز     |
| مهرجان فيلادلفيا السينمائي               | ١٦ تشرين الأول ٢٠١٤  | جائزة "آرتشي" لأفضل فيلم أول                  | ميروسلاف سلابوشبيتسكي                                                                                                  | فاز     |
| مهرجان ريك تاراغونا السينمائي الدولي     | ٣ كانون الأول ٢٠١٤   | جائزة الأوبرا بريما                           | ميروسلاف سلابوشبيتسكي                                                                                                  | فاز     |
| مهرجان ساو باولو السينمائي الدولي        | ١٦ تشرين الأول ٢٠١٤  | أفضل سيناريو                                  | ميروسلاف سلابوشبيتسكي                                                                                                  | فاز     |
| مهرجان سيتجيس السينمائي                  | ٣ تشرين الأول ٢٠١٤   | جائزة "إكسبريمنتا"                            | ميروسلاف سلابوشبيتسكي                                                                                                  | فاز     |
| مهرجان أندريه تاركوفسكي السينمائي الدولي | ١١ حزيران ٢٠١٤       | الجائزة الكبرى                                | ميروسلاف سلابوشبيتسكي                                                                                                  | فاز     |
| مهرجان تبليسي السينمائي                  | ١ كانون الأول ٢٠١٤   | "بروميثيوس الذهبي" لأفضل فيلم                 | ميروسلاف سلابوشبيتسكي                                                                                                  | فاز     |
|                                          |                      | جائزة سيرجي باراجانوف للرؤية الشعرية المتميزة | ميروسلاف سلابوشبيتسكي                                                                                                  | فاز     |
| مهرجان سالونيك السينمائي الدولي          | ٩ تشرين الثاني ٢٠١٤  | أفضل مخرج                                     | ميروسلاف سلابوشبيتسكي                                                                                                  | فاز     |
| مهرجان توفيست السينمائي الدولي           | ١٨ تشرين الأول ٢٠١٤  | الملاك الذهبي                                 | ميروسلاف سلابوشبيتسكي                                                                                                  | فاز     |
| مهرجان يريفان السينمائي الدولي           | ٢٠ تموز ٢٠١٤         | المشمش الذهبي                                 | ميروسلاف سلابوشبيتسكي                                                                                                  | فاز     |
|                                          |                      | جائزة لجنة تحكيم فيبريسي                      | ميروسلاف سلابوشبيتسكي                                                                                                  | فاز     |
| مهرجان وارسو السينمائي                   | ١٠ تشرين الأول ٢٠١٤  | جائزة المسابقة ١-٢                            | ميروسلاف سلابوشبيتسكي                                                                                                  | رُشّح     |